# Team Milram/Saison 2008
Erfolge des Team Milram in der Saison 2008.

## Größte Erfolge 2008
| Datum            | Rennen                                    | Fahrer          |
| ---------------- | ----------------------------------------- | --------------- |
| 27. Februar 2008 | 2. Etappe Volta a la Comunitat Valenciana | Erik Zabel      |
| 1. Juni 2008     | Gesamtsieg Bayern-Rundfahrt               | Christian Knees |
| 24. August 2008  | Gesamtsieg Rothaus Regio-Tour             | Björn Schröder  |
| 29. August 2008  | Prolog Deutschland-Tour                   | Brett Lancaster |

## Team

### Zugänge – Abgänge 2008
| Zugänge        | Team 2008          | Abgänge               | Team 2009           |
| -------------- | ------------------ | --------------------- | ------------------- |
| Luca Barla     | Neo-Profi          | Mirko Celestino       | Karriereende        |
| Markus Eichler | Unibet.com         | Alessandro Cortinovis | Karriereende        |
| Artur Gajek    | Wiesenhof-Felt     | Mirco Lorenzetto      | Lampre              |
| Christian Kux  | Milram Continental | Fabio Sacchi          | Kio Ene-Tonazzi-DMT |
| Dominik Roels  | Akud Rose          | Carlo Scognamiglio    | Barloworld          |
| Martin Velits  | Wiesenhof-Felt     | Marcel Sieberg        | Team High Road      |
| Peter Velits   | Wiesenhof-Felt     | Sebastian Siedler     | Skil-Shimano        |

### Mannschaft 2008
| Name                | Geburtsdatum       | Nationalität |
| ------------------- | ------------------ | ------------ |
| Igor Astarloa       | 29. März 1976      | Spanien      |
| Luca Barla          | 29. September 1987 | Italien      |
| Volodymyr Dyudya    | 6. Januar 1983     | Ukraine      |
| Markus Eichler      | 18. Februar 1982   | Deutschland  |
| Artur Gajek         | 18. April 1985     | Deutschland  |
| Sergio Ghisalberti  | 10. Dezember 1979  | Italien      |
| Ralf Grabsch        | 7. April 1973      | Deutschland  |
| Andrij Hrywko       | 7. August 1983     | Ukraine      |
| Dennis Haueisen     | 13. September 1978 | Deutschland  |
| Matej Jurčo         | 8. August 1984     | Slowakei     |
| Christian Knees     | 5. März 1981       | Deutschland  |
| Christian Kux       | 3. Mai 1985        | Deutschland  |
| Brett Lancaster     | 15. November 1979  | Australien   |
| Martin Müller       | 5. April 1974      | Deutschland  |
| Alberto Ongarato    | 24. Juli 1975      | Italien      |
| Alessandro Petacchi | 3. Januar 1974     | Italien      |
| Enrico Poitschke    | 25. August 1969    | Deutschland  |
| Elia Rigotto        | 4. März 1982       | Italien      |
| Dominik Roels       | 21. Januar 1987    | Deutschland  |
| Fabio Sabatini      | 18. Februar 1985   | Italien      |
| Björn Schröder      | 27. Oktober 1980   | Deutschland  |
| Sebastian Schwager  | 4. Januar 1984     | Deutschland  |
| Niki Terpstra       | 18. Mai 1984       | Niederlande  |
| Martin Velits       | 21. Februar 1985   | Slowakei     |
| Peter Velits        | 21. Februar 1985   | Slowakei     |
| Marco Velo          | 9. März 1974       | Italien      |
| Erik Zabel          | 7. Juli 1970       | Deutschland  |